# 台鐵LDR2020型柴油客車
台鐵LDR2020型柴油客車是臺灣鐵路管理局營運的柴油客車之一，行駛於762mm軌距時代的臺東線，亦為臺鐵舊台東線的第二代動力客車。

## 概要
此乃舊臺東線第二款動力載客客車，登場初期為汽油客車:124，在日治時代，當時的臺東線無論路線長度與運量皆不如縱貫線，且使用傳統的大型蒸汽火車拉動客車並不符合實際效益，因此引入了LDR2000型進行實驗並出乎預料地成功，因此向日本車輛增購三輛14公尺級汽油客車，並且行駛於花蓮港站到玉里站間，為舊臺東線的主力車種:106-107。

## 改造與修復
受第二次世界大戰影響，LDR2022（當時車輛編號為1101）曾於1945年被炸毀:112，戰後臺灣光復舊台東線開始重新整修，車輛重新翻修之後重新載客，並且車籍編號改與LDR2000型修復當時相同之英文代號，為LSGA2022，而其他兩輛也同時分別改為LSGA2021與LSGA2041:110。
1955年，因舊臺東線的各型動力客車車況參差不齊，不易維護，以及原先安裝沃克夏引擎製的6SRL型汽油引擎零件停產:269，在動力系統改善計畫中，改裝與當時的LDR2000型相同日野製DS22型柴油引擎:111，而車籍編號則改為LDR2021～LDR2023:271。
1960年，為了提高營運速度，因此將本型車改裝為康明斯製NHH-220B柴油引擎，最高運行時速從原先的60km/h提升製70km/h:111。
1972年，為了減少維護成本，以及一動二拖的動力模式計畫實施，而本型車相較LDR2100型至LDR2400型的馬力較弱，因此卸除引擎改為拖車，而車籍編號則改為LTPB1711～LTPB1713:114。

## 內裝
列車內裝非常簡易，白色天花板並且設有旋轉電風扇，風扇與風扇間設有換氣口，牆面為蘋果綠塗漆，車窗為可上下滑動的方形木窗，車門為手動左右滑門，咖啡色木製長途座椅，靠近主駕駛室的座椅改為兩人座通勤型長條座椅:117:269。

## 車輛狀況
LDR2021：於1982年停駛，1984年隨著臺東線路線拓寬通車後報廢拆解。
LDR2022：受第二次世界大戰影響，於1945年被炸毀，修復後於1982年停駛，1984年隨著臺東線路線拓寬通車後報廢拆解。
LDR2023：於1982年停駛，1984年隨著臺東線路線拓寬通車後報廢拆解。

## 車輛編號變化
| 原始編號           | 第一次重編 | 第二次重編 | 第三次重編 |
| ------------------ | ---------- | ---------- | ---------- |
| 1102               | LSGA2021   | LDR2021    | LTPB1711   |
| 1101               | LSGA2022   | LDR2022    | LTPB1712   |
| 1103               | LSGA2041   | LDR2023    | LTPB1713   |
| 參考文獻：:112:271 |            |            |            |

## 外部連結
- 鐵道博物館網-車輛懷舊 > 柴油客車 > 東線窄軌柴油客車
- 台灣影像誌-老臺灣素描--映像館